# Liste der Baudenkmale in Reetze
In der Liste der Baudenkmale in Reetze sind die Baudenkmale des niedersächsischen Dorfes Reetze aufgelistet. Der Stand der Liste ist der 21. Oktober 2021. Dies ist ein Teil der Liste der Baudenkmale in Lüchow (Wendland). Die Quelle der  IDs und der Beschreibungen ist der Denkmalatlas Niedersachsen.

## Allgemein
In den Spalten befinden sich folgende Informationen:
- Lage: die Adresse des Baudenkmales und die geographischen Koordinaten. Kartenansicht, um Koordinaten zu setzen. In der Kartenansicht sind Baudenkmale ohne Koordinaten mit einem roten Marker dargestellt und können in der Karte gesetzt werden. Baudenkmale ohne Bild sind mit einem blauen Marker gekennzeichnet, Baudenkmale mit Bild mit einem grünen Marker.
- Bezeichnung: Bezeichnung des Baudenkmales
- Beschreibung: die Beschreibung des Baudenkmales. Unter § 3 Abs. 2 NDSchG werden Einzeldenkmale und unter § 3 Abs. 3 NDSchG Gruppen baulicher Anlagen und deren Bestandteile ausgewiesen.
- ID: die Objekt-ID des Baudenkmales
- Bild: ein Bild des Baudenkmales, ggf. zusätzlich mit einem Link zu weiteren Fotos des Baudenkmals im Medienarchiv Wikimedia Commons. Wenn man auf das Kamerasymbol klickt, können Fotos zu Baudenkmalen aus dieser Liste hochgeladen werden:

## Baudenkmale

### Gruppe baulicher Anlagen
| Lage                                                               | Bezeichnung                                                        | Beschreibung | ID       | Bild |
| ------------------------------------------------------------------ | ------------------------------------------------------------------ | --- | -------- | ---- |
| Nr. 1, 5, 7, 8, 10, 11, 13, 14, 16, 17 52° 57′ 34″ N, 11° 7′ 15″ O | Rundling mit Zufahrt, Dorfplatz und den anschließenden Hofanlagen. | Großer Rundling mit Vierständer-Hallenhäusern aus dem Zeitraum zwischen 1809 und 1873. Es handelt sich um einen in seiner Struktur gut erhaltenen Rundling mit 13 überkommenen Bauwerken des 19. Jahrhunderts, darunter sechs im Rundling stehende große Wohn-/Wirtschaftsgebäude. | 30828407 |      |

### Einzelobjekte
| Lage                               | Bezeichnung                                        | Beschreibung | ID       | Bild |
| ---------------------------------- | -------------------------------------------------- | --- | -------- | ---- |
| Nr. 1 52° 57′ 33″ N, 11° 7′ 14″ O  | Wohn- und Wirtschaftsgebäude                       | Zum Dorfplatz giebelständiges Vierständerhaus in Fachwerk mit Backsteinausfachung; Wirtschaftsgiebel in engmaschigem Gitterfachwerk; östliche Traufseite in Backsteinmauerwerk erneuert; unter Satteldach in Schieferdeckung. Errichtet 1809 (i).                                                                | 30862334 | BW   |
| Nr. 5 52° 57′ 34″ N, 11° 7′ 14″ O  | Wirtschaftsteil eines Wohn- und Wirtschaftsgebäude | Giebelständiger Wirtschaftsteil eines Vierständerhauses in Fachwerk mit Backsteinausfachung, unter Satteldach mit vorderem Halbwalm; Wohnteil abgebrochen. Errichtet 1866 (i). | 30862111 |      |
| Nr. 7 52° 57′ 36″ N, 11° 7′ 15″ O  | Wohn- und Wirtschaftsgebäude                       | Zum Dorfplatz giebelständiges Vierständerhaus mit Längsdiele, in Fachwerk mit Backsteinausfachung, unter Satteldach; Wirtschaftsgiebel in Gitterfachwerk. Errichtet 1866 (i). | 30861229 | BW   |
| Nr. 8 52° 57′ 37″ N, 11° 7′ 16″ O  | Wohn- und Wirtschaftsgebäude                       | Giebelständiges Vierständerhaus in Fachwerk mit Backsteinausfachung; Wirtschaftsgiebel in Gitterfachwerk; Wirtschaftsteil unter Halbwalmdach, Wohnende zweigeschossig und unter Satteldach in Krempziegeldeckung. Errichtet 1886 (i).                                                                            | 30860071 | BW   |
| Nr. 11 52° 57′ 35″ N, 11° 7′ 19″ O | Wohnhaus                                           | Zweigeschossiger Fachwerkbau in Stockwerkbauweise mit polychrom gemusterter Backsteinausfachung; unter Walmdach. Direkt an das Wohnhaus anschließender, zweigeschossiger, hofseitiger Wirtschaftstrakt mit Dielentor und Längsdiele, insgesamt so ein L-förmiger Grundriss. Errichtet Ende des 19. Jahrhunderts. | 30861892 | BW   |
| Nr. 11 52° 57′ 36″ N, 11° 7′ 21″ O | Scheune                                            | Backsteinbau mit Ziersetzung und Zierfachwerk unter Krüppelwalmdach in Krempziegeleindeckung. Errichtet um 1900. | 39610677 | BW   |
| Nr. 11 52° 57′ 35″ N, 11° 7′ 22″ O | Stall                                              | Eingeschossiger Fachwerkbau mit Backsteinausfachungen unter Satteldach in Hohlpfannendeckung. Aufzugserker. Errichtet um 1900. | 39610851 | BW   |
| Nr. 13 52° 57′ 34″ N, 11° 7′ 17″ O | Wohn- und Wirtschaftsgebäude                       | Giebelständiges Vierständerhaus in Fachwerk mit Backsteinausfachung; Wirtschaftsteil unter Halbwalmdach. Wirtschaftsgiebel in Gitterfachwerk. Errichtet 1873 (i). | 30861871 | BW   |
| Nr. 14 52° 57′ 34″ N, 11° 7′ 17″ O | Wohn- und Wirtschaftsgebäude                       | Giebelständiges Vierständerhaus mit Längsdiele, in Fachwerk mit Backsteinausfachung, unter Halbwalmdach in Hohlpfannendeckung; Giebelbehang in Schiefer; dreiachsiges Zwerchhaus in der südlichen Dachfläche. Errichtet 1854 (i).                                                                                | 30861850 | BW   |
| Nr. 14 52° 57′ 33″ N, 11° 7′ 18″ O | Stall                                              | Langgestreckter Fachwerkbau mit Backsteinausfachung unter Satteldach in Ziegeldeckung; östlicher Teil zweigeschossig. Errichtet Ende des 19. Jahrhunderts. | 30861764 | BW   |
| Nr. 16 52° 57′ 32″ N, 11° 7′ 17″ O | Wohn- und Wirtschaftsgebäude                       | Vierständerhaus in Fachwerk mit Backsteinausfachung, unter Halbwalmdach. Errichtet in der Mitte des 19. Jahrhunderts. | 30861724 | BW   |
| Nr. 17 52° 57′ 32″ N, 11° 7′ 16″ O | Wohn- und Wirtschaftsgebäude                       | Giebelständiges Vierständerhaus in Fachwerk mit Backsteinausfachung, unter Satteldach. Errichtet in der Mitte des 19. Jahrhunderts. | 30861829 | BW   |
| Nr. 17 52° 57′ 32″ N, 11° 7′ 16″ O | Nebengebäude                                       | Eingeschossiger Fachwerkbau mit Backsteinausfachung, unter hohlpfannengedecktem Satteldach. Aufzugserker. Errichtet um 1900. | 39610996 | BW   |